# Chingola (Sambia)
Chingola ist eine Großstadt in der Provinz Copperbelt in Sambia mit 256.560 Einwohnern (2022). Sie liegt etwa 1360 Meter über dem Meeresspiegel und ist Sitz der Verwaltung des gleichnamigen Distrikts.

## Geschichte
Chingola entstand 1943 in einem dicht bewaldeten Gebiet und erhielt 1957 Stadtrechte.

## Wirtschaft
Chingola ist hauptsächlich eine Bergwerksstadt mit Untertagebau und Tagebau. Dort befindet sich ein großer Kupfertagebau. Die Stadt ist eng verflochten und in mehrere Stadtteile aufgeteilt, unter anderem Nchanga North and South, Kabundi, Riverside und Chiwempala. Die fallenden Preise für Kupfer auf dem Weltmarkt in den 1990er Jahren hatten davon wenig übrig gelassen. Heutzutage jedoch treibt vor allem KCM (Konkola Copper Mines), ein neuer Zusammenschluss eines indischen und sambischen Unternehmens, den Abbau von Kupfer wieder voran und baut und leitet zudem auch neue soziale Einrichtungen, wie zum Beispiel Schulen oder Krankenhäuser wie das South Hospital. Die meisten Teile der Stadt haben heutzutage fließendes Wasser und Strom. Jedoch wird dieser in den ärmeren Stadtvierteln des Öfteren für mehrere Stunden abgeschaltet, da Sambias einziger Stromversorger ZESCO nicht genügend Kapazitäten besitzt und zudem sehr viel Strom an Sambias Nachbarländer verkauft.
Die Straßen in Chingola sind reparaturbedürftig. Inzwischen stellen Bergbauunternehmen den Siedlern stillgelegte Flächen zur Verfügung.

## Kultur und Freizeit
Chingola besitzt ein eigenes Theater. Jedoch ist es inzwischen sehr renovierungsbedürftig und Vorstellungen werden kaum noch geboten bzw. besucht. Auch das frühere Freibad und das Kino wurde bereits geschlossen. Da es in Chingola kaum Touristen gibt, bietet diese Stadt deshalb nicht viele Touristenattraktionen im herkömmlichen Sinne. Nur die nahe gelegene Schimpansenaufzuchtsstation Chimfunshi wird in Reiseführern erwähnt.
Die Nchanga Rangers sind ein Fußballclub in Chingola. Sein Stadion hat 15.000 Plätze.
Der Fußballnationalspieler Andrew Sinkala, der in der deutschen Bundesliga spielte, und sein Bruder Nathan Sinkala wurden 1979 bzw. 1990 in Chingola geboren.

## Verkehr
Chingola liegt an der Fernstraße T3 und an der Eisenbahnstrecke nach Kitwe. Im Ort beginnt die Fernstraße T5, die ebenfalls nach Solwezi und weiter bis zu einem Grenzübergang an der sambisch-angolanischen Grenze verläuft.
Eine neue Eisenbahnstrecke (North-Western Railway Line) über Solwezi bis zum Grenzübergang Jimbe und weiter zur Atlantikküste von Angola war geplant. Sie sollte ihren Endpunkt im Hafen von Luanda haben. Nach anderen Angaben lag der geplante Endpunkt in Lobito. Im Oktober 2024 haben die Regierungen von Sambia und Angola mit der Africa Finance Corporation ein Abkommen ein Abkommen zum Bau einer Bahnlinie nach Lobito unterzeichnet. Das Unterfangen wird von der G-7 unterstützt.
Chingola hat einen eigenen Flughafen, auf dem jedoch nur kleine Flugzeuge landen und starten dürfen.

## Versorgungseinrichtungen
Chingola hat Grund- und Sekundarschulen, Krankenhäuser (darunter eine orthopädische Abteilung) und Hotels. Die Stadt gilt als der malerischste Ort im Copperbelt, die früher die beste Infrastruktur in Sambia hatte.

## Demografie
| Jahr | Einwohnerzahl |
| ---- | ------------- |
| 1963 | 59.500        |
| 1969 | 103.300       |
| 1974 | 134.000       |
| 1990 | 142.383       |
| 2000 | 147.448       |
| 2010 | 185.246       |
| 2022 | 256.560       |

## Söhne und Töchter der Stadt
- Samuel Matete (* 1968), sambischer Leichtathlet
- Richard Moth (* 1958), römisch-katholischer Bischof von Arundel and Brighton
- Andrew Sinkala (* 1979), sambischer Fußballspieler
- Nathan Sinkala (* 1990), sambischer Fußballspieler
- Patson Daka (* 1998), sambischer Fußballspieler